# Босоніжки

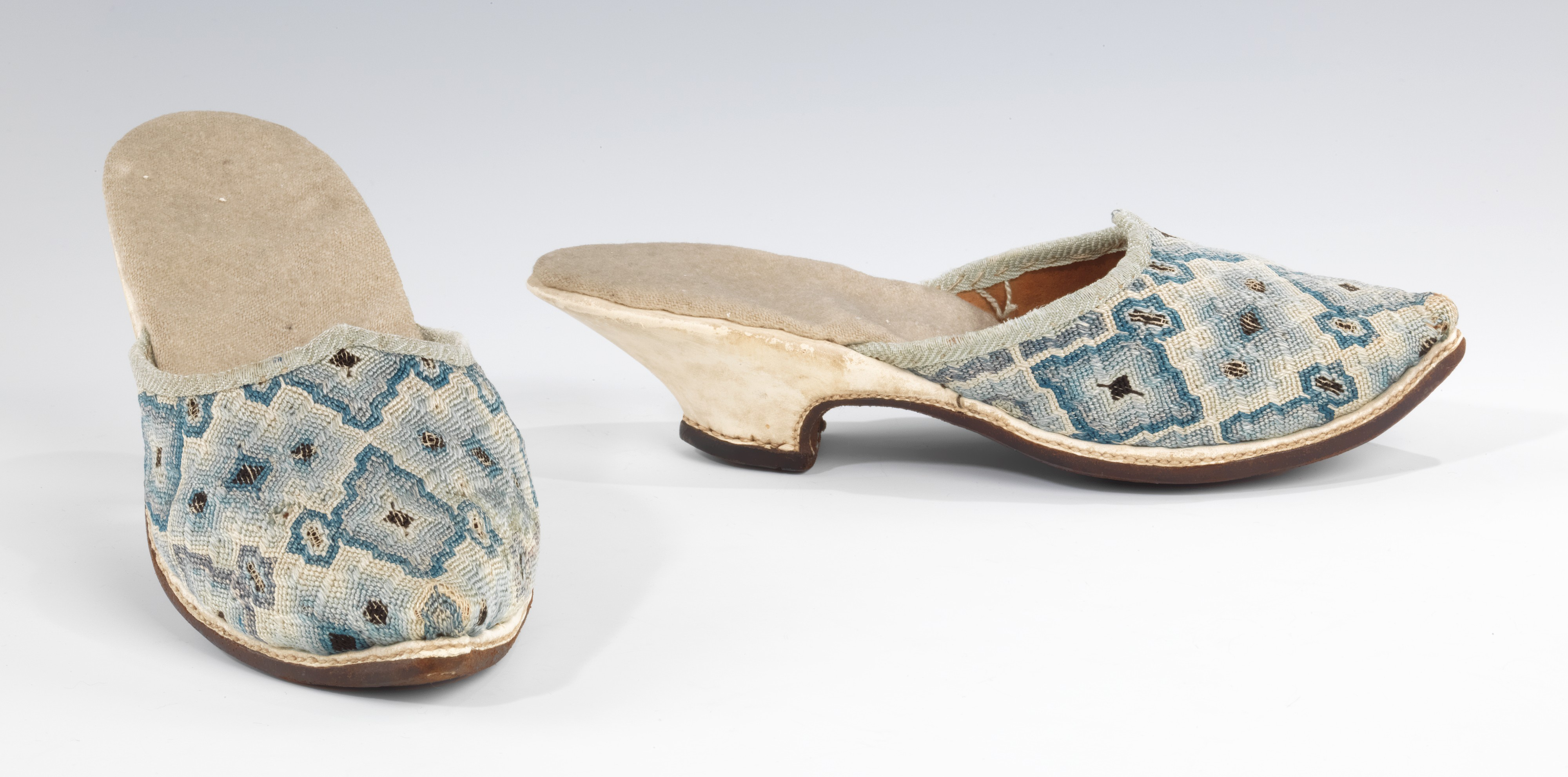
Вишиті босоніжки 18 століття

Босоні́жки — вид літнього взуття, яке досить часто складається тільки з декількох шнурівок і просторих поясів, розміщених навколо стоп та який носять на босу ногу. Звідси і назва.
Найпопулярніший вид взуття під час теплоі пори року. Босоніжки — універсальні: можуть бути як на платформі, так і на підборах, танкетці, а також на плоскій підошві і поєднуються практично з будь-яким одягом, починаючи зі штанів і шортів, закінчуючи спідницями і сукнями. Близьке за типом до босоніжок взуття — це сандалі. При чому вони можуть бути як чоловічими, так і жіночими.